# Alfred Oppler
Alfred Christian Oppler (japanisch オペラー, A. C.) (geboren 19. Februar 1893 in Diedenhofen, Deutsches Reich; gestorben 24. April 1982 in den USA) war Jurist und nach 1945 Rechtsberater bei der Formulierung der neuen japanischen Verfassung.

## Leben und Wirken

### 1893 bis 1939 – Deutschland
Alfred Christian Oppler war ein Sohn des Juristen Leo Oppler und der Ella Seeligmann, er hatte einen Bruder. Die Familie konvertierte vom Judentum zum Protestantismus. Er besuchte ein Gymnasium und studierte ab 1911 Rechtswissenschaften an den Universitäten in München, Freiburg, Berlin und Straßburg. Er diente von 1914 bis 1918 in der Armee, erlebte Kämpfe in Ypern und Verdun und stieg in den Rang eines Leutnants auf. Während seines Urlaubs im Jahr 1915 bestand er die Erste Staatsprüfung. 
Nach dem Ende des Ersten Weltkriegs wurde Elsass-Lothringen französisches Territorium. Die Familie zog nach Berlin, wo Oppler das Referendariat abschloss und für kurze Zeit als Anwalt tätig war. 1922 wurde er Assessor, 1923 Landgerichtsrat und Berater für das Reichsfinanzministerium. Er war an der finanziellen Einigung zwischen der Reichsregierung und der abgedankten Familie Hohenzollern beteiligt. Oppler war zwischen 1927 und 1930 als Regierungsrat am Preußischen Oberverwaltungsgericht tätig. Anschließend war er ein Jahr lang Oberregierungsrat der Provinzialregierung in Potsdam. 1931 wurde er zum Beisitzer am Obersten Verwaltungsgericht ernannt. Zum Zeitpunkt seiner Ernennung war er 38 Jahre alt und der jüngste, der jemals diese Position innehatte. Ein Jahr später wurde er Vizepräsident des Dienststrafhofs. 
Nach dem Machtantritt von Adolf Hitler geriet Oppler in Schwierigkeiten. Zunächst wurde er 1933 auf eine Provinzposition in Köln herabgestuft, dann 1935 nach den Nürnberger Gesetzen als Jude definiert und aus dem öffentlichen Dienst ausgeschlossen. Nach der Reichspogromnacht beschlossen er und seine Frau Charlotte Preuss, in die Vereinigten Staaten auszuwandern.

### 1939 bis 1982 – USA und Japan
Oppler, dessen Geburt in Elsass-Lothringen es ihm ermöglichte, im Rahmen der französischen Einwanderungsquote in die Vereinigten Staaten zu kommen, konnte im März 1939 abreisen und ließ sich zunächst bei Verwandten nieder. Seine Frau und seine Tochter folgten einige Monate später. In den nächsten Jahren schlug er sich mit verschiedenen Lehrtätigkeiten durch.
Anfang 1945 wurden Oppler und seine Frau Staatsbürger der Vereinigten Staaten. Später in diesem Jahr wurde Alfred Oppler gebeten, sich dem Supreme Commander for the Allied Powers (SCAP) anzuschließen. Bei seiner Ankunft in Tokio Anfang 1946 spielte er zunächst eine untergeordnete Rolle bei der Ausarbeitung der neuen japanischen Verfassung. Anfang 1947 wurde er dann zum Leiter der neu gebildeten Abteilung für Gerichte und Recht ernannt, die am 1. Juni 1948 in die Rechtsabteilung des SCAP versetzt wurde. In dieser Funktion pflegte er Verbindungen zum Obersten Richter des Obersten Gerichtshofs, Tanaka Kōtarō, und anderen prominenten japanischen Juristen und spielte eine Schlüsselrolle bei der Reform des japanischen Justizsystems und der Zivilrechtskodizes. Als leidenschaftlicher Bürgerrechtler half er auch beim Aufbau der „Japan Civil Liberties Union“, der „Jiyū Jinken Kyōkai“ (自由人権協会).
Das SCAP wurde im April 1952 aufgelöst, als der Friedensvertrag der Alliierten Mächte mit Japan in Kraft trat, aber Oppler blieb bei der G-5-Einheit (später J-5) innerhalb des Fernostkommandos (FEC). Er war Leiter der Abteilung für Politik und Recht in der Abteilung für Regierungsangelegenheiten. Die FEC wurde 1957 aufgelöst, Oppler wechselte zur neu geschaffenen „United States Forces Japan“ (USFJ) und fungierte als deren Verbindungsoffizier. Laut seiner Memoiren verbrachte er einen Großteil seiner Zeit mit der FEC und der USFJ, um Berichte zu verfassen, in denen die politischen Entwicklungen in Japan, den Ryūkyū-Inseln und Korea analysiert wurden.
Oppler kehrte  1959 in die USA zurück, interessierte sich aber weiterhin für japanisches Recht, Politik und Gesellschaft. Er nahm an zahlreichen akademischen Konferenzen teil, die sich mit dem Studium des asiatischen Rechts befassten. Er verfasste mehrere Artikel über das japanische Rechtssystem und schrieb in den 1970er Jahren eine Abhandlung über die Rechtsreform im besetzten Japan: „Legal Reform in Occupied Japan: A Participant Looks Back“. Er setzte sich auch für die Verteidigung der bürgerlichen Freiheiten ein und unterstützte zahlreiche liberale politische Anliegen, darunter die Abschaffung der Todesstrafe und die legalisierte Abtreibung. Er sprach wiederholt über die Beziehungen zwischen Japan und den Vereinigten Staaten und hielt noch eine Woche vor seinem Tod seine letzte öffentliche Ansprache.

## Schriften
- Legal reform in occupied Japan : a participant looks back. Princeton , N.J. : Princeton Univ. Pr., 1976